# Le Tâtre
Le Tâtre és un municipi francès situat al departament del Charente i a la regió de la Nova Aquitània. L'any 2007 tenia 324 habitants.

## Demografia

### Població
El 2007 la població de fet de Le Tâtre era de 324 persones. Hi havia 128 famílies de les quals 29 eren unipersonals (21 homes vivint sols i 8 dones vivint soles), 58 parelles sense fills, 37 parelles amb fills i 4 famílies monoparentals amb fills.
La població ha evolucionat segons el següent gràfic:
Habitants censats

### Habitatges
El 2007 hi havia 162 habitatges, 141 eren l'habitatge principal de la família, 2 eren segones residències i 18 estaven desocupats. 153 eren cases i 7 eren apartaments. Dels 141 habitatges principals, 97 estaven ocupats pels seus propietaris, 26 estaven llogats i ocupats pels llogaters i 19 estaven cedits a títol gratuït; 3 tenien una cambra, 9 en tenien dues, 22 en tenien tres, 36 en tenien quatre i 71 en tenien cinc o més. 109 habitatges disposaven pel capbaix d'una plaça de pàrquing. A 65 habitatges hi havia un automòbil i a 59 n'hi havia dos o més.

### Piràmide de població
La piràmide de població per edats i sexe el 2009 era:
| Homes | Edats   | Dones |
| ----- | ------- | ----- |
| 0     | 95 o +  | 0     |
| 0     | 90 a 94 | 4     |
| 0     | 85 a 89 | 12    |
| 4     | 80 a 84 | 4     |
| 8     | 75 a 79 | 4     |
| 12    | 70 a 74 | 12    |
| 8     | 65 a 69 | 4     |
| 8     | 60 a 64 | 12    |
| 8     | 55 a 59 | 4     |
| 16    | 50 a 54 | 20    |
| 8     | 45 a 49 | 8     |
| 0     | 40 a 44 | 8     |
| 8     | 35 a 39 | 8     |
| 12    | 30 a 34 | 8     |
| 20    | 25 a 29 | 8     |
| 12    | 20 a 24 | 8     |
| 4     | 15 a 19 | 4     |
| 16    | 10 a 14 | 8     |
| 4     | 5 a 9   | 0     |
| 0     | 0 a 4   | 0     |

## Economia
El 2007 la població en edat de treballar era de 207 persones, 149 eren actives i 58 eren inactives. De les 149 persones actives 130 estaven ocupades (72 homes i 58 dones) i 18 estaven aturades (10 homes i 8 dones). De les 58 persones inactives 19 estaven jubilades, 15 estaven estudiant i 24 estaven classificades com a «altres inactius».

### Ingressos
El 2009 a Le Tâtre hi havia 139 unitats fiscals que integraven 354,5 persones, la mediana anual d'ingressos fiscals per persona era de 15.101 €.

### Activitats econòmiques
Dels 14 establiments que hi havia el 2007, 1 era d'una empresa extractiva, 2 d'empreses de fabricació d'altres productes industrials, 3 d'empreses de construcció, 4 d'empreses de comerç i reparació d'automòbils, 1 d'una empresa d'hostatgeria i restauració, 1 d'una empresa immobiliària, 1 d'una empresa de serveis i 1 d'una entitat de l'administració pública.
Dels 3 establiments de servei als particulars que hi havia el 2009, 2 eren paletes i 1 fusteria.
L'únic establiment comercial que hi havia el 2009 era una botiga de menys de 120 m².
L'any 2000 a Le Tâtre hi havia 19 explotacions agrícoles que ocupaven un total de 480 hectàrees.

## Equipaments sanitaris i escolars
El 2009 hi havia una escola elemental integrada dins d'un grup escolar amb les comunes properes formant una escola dispersa.

## Poblacions més properes
El següent diagrama mostra les poblacions més properes.